# الیز برگین
 الیز برگین (انگلیسی: Elise Burgin؛ زاده ۵ مارس ۱۹۶۲) یک تنیس‌باز اهل ایالات متحده آمریکا است.